# Faro di Punta San Cataldo
Der Leuchtturm Bari, auch bekannt als Punta San Cataldo di Bari Lighthouse (Faro di Punta San Cataldo di Bari) ist ein aktiver Leuchtturm und befindet sich am Fuß der Mole San Cataldo im Marconi-Viertel, auf der westlichen Seite der Hafenbucht von Bari an der Adria, in der südlichen Region Apulien.

## Geschichte
Der Leuchtturm San Cataldo di Bari steht zwischen dem Seehafen und der Messe Fiera del Levante. Er wurde von der Genio Civile Opere Marittime 1869 errichtet und in Betrieb genommen. Im Laufe der Jahre hat er verschiedene Veränderungen erfahren, sowohl in Bezug auf die Struktur als auch auf das optische Lichtsystem. Der Leuchtturm ist als hohes Bauwerk klassifiziert und besteht aus einem achteckigen Turm (66 Meter hoch) mit einer beleuchteten Wendeltreppe im Inneren mit sechs Fenstern und einem kleinen Servicegebäude. Auf der Spitze des Turms befindet sich die gemauerte Plattform für die Laterne und die Galerie, umgeben von einer Metallbrüstung. Dieser Bereich wird von einem gegliederten Gesims getragen und ist verziert mit einem Fadenlaufband, das den architektonischen Aspekt der Laterne sehr bereichert. Der Leuchtturm ist vollständig weiß angestrichen, um seine geometrische Linearität zu verstärken; seine äußerliche Einfachheit kontrastiert zur Ausarbeitung der Decken im Inneren mit Spiegelgewölben.
Aufgrund seiner geografischen Lage und beachtlichen Höhe kann man vom Leuchtturm aus einen herrlichen Blick auf das Meer, die Hauptstadt von Apulien und das Hinterland genießen.

## Beschreibung
Der Leuchtturm von 1869 besteht aus einem achteckigen Steinturm, mit 62 m Turmhöhe, mit einer Galerie und einem Laternenhaus, umgeben am Fuß mit einem Wärterhaus. Er steht auf Platz 24 der welthöchsten klassischen Leuchttürme. Der Turm ist erkennbar an seinen sechs Fenstern seeseitig, ist weiß angestrichen und das Laternendach ist grau-metallisch.
Die Feuerhöhe des Turms beträgt 66 m über dem Meeresspiegel und emittiert drei weiße Blitze in einer Periode von 20 Sekunden, sichtbar bis zu einer Entfernung von bis zu 24 sm. Der Leuchtturm ist vollständig automatisiert und wird durch die Italienische Marine Marina Militare unter der Identitäts-Nr. 3706 E.F. verwaltet.